# Półwysep Przylądkowy
Półwysep Przylądkowy (ang. Cape Peninsula, afr. Kaapse Skiereiland) – skalisty półwysep, o długości 75 km, wybiegający w głąb Oceanu Atlantyckiego.
Na krańcu półwyspu leżą przylądki Dobrej Nadziei i Cape Point, zaś u nasady położone jest miasto Kapsztad, które jest stolicą Prowincji Przyladkowej Zachodniej.
Półwysep, będący pierwotnie wyspą, połączył się ze stałym lądem ok. 60 milionów lat temu, w miejscu określanym jako Cape Flats.
Pierwotnie przylądek Dobrej Nadziei był uważany za miejsce rozgraniczenia Oceanu Atlantyckiego i Indyjskiego, obecnie za to miejsce jest przyjmowany Przylądek Igielny.